# Arctocephalinae
Hải cẩu lông hay còn gọi là hải cẩu lông mao (Danh pháp khoa học: Arctocephalinae) là một phân họ động vật gồm chín loài động vật chân màng (Pinnipedia) thuộc phân họ Arctocephalinae thuộc họ Otariidae (hải cẩu có tai) trong nhóm những con thú biển. Cùng với một số loài hải cẩu trong họ Phocidae, chúng cùng chia sẻ cái tên gọi là "hải cẩu" hay chó biển, mặc dù chúng tương đối khác biệt so với những con hải cẩu thực thụ. 

## Phân loại
Cho đến gần đây, tất cả các con hải cẩu lông được phân nhóm dưới một phân họ duy nhất của động vật chân màng (Pinnipedia), được gọi là Arctocephalinae, đối chiếu chúng với họ Otariinae gồm cả những con sư tử biển dựa trên đặc điểm chung nổi bật nhất, đó là lớp lông mày dày đặc trộn lẫn với lông bảo vệ. Tuy nhiên, các bằng chứng di truyền gần đây cho thấy các loài Callorhinus có quan hệ gần gũi với một số loài sư tử biển, và sự phân biệt phân họ hải cẩu lông/sư tử biển đã được loại bỏ khỏi nhiều phân loại.
Tuy nhiên, tất cả các hải cẩu lông có những đặc điểm chung: lông thú, kích thước nhỏ hơn, thường có tập tính đặc trưng bởi các chuyến đi tìm kiếm xa hơn và dài hơn, các con mồi của chúng săn thường nhỏ hơn và dồi dào hơn và hình thái lưỡng hình giới tính lớn hơn, vì những lý do này, sự khác biệt vẫn còn hữu ích và đây chính là cơ sở để phân loại những con hải cẩu lông này trong phân họ riêng cùng với phân họ gồm các con sư tử biển vốn cũng cùng một họ với chúng.
- Phân họ Arctocephalinae (hải cẩu lông mao)
  - Chi Arctocephalus
    - Hải cẩu lông mao Nam Cực, Arctocephalus gazella
    - Hải cẩu lông mao Guadalupe, Arctocephalus townsendi
    - Hải cẩu lông mao Juan Fernández, Arctocephalus philippii
    - Hải cẩu lông mao Galápagos, Arctocephalus galapagoensis
    - Hải cẩu lông nâu, Arctocephalus pusillus
      - Hải cẩu lông Nam Phi, Arctocephalus pusillus pusillus
      - Hải cẩu lông Úc, Arctocephalus pusillus doriferus

    - Hải cẩu lông mao New Zealand Arctocephalus forsteri
    - Hải cẩu lông mao cận Nam Cực, Arctocephalus tropicalis
    - Hải cẩu lông mao Nam Mỹ, Arctocephalus australis

  - Chi Callorhinus
    - Hải cẩu lông mao bắc Thái Bình Dương, Callorhinus ursinus

## Đặc điểm
Hải cẩu lông có liên quan chặt chẽ hơn với những con sư tử biển hơn là những con hải cẩu thật sự trong họ Phocidae dù bề ngoài của chúng tương tự nhau, và chia sẻ đặc tính với các loài sư tử biển này qua hệ thống tai ngoài (pinnae), những cái móc (chân trước) trước khá dài và cơ bắp, và khả năng đi bộ bằng cả bốn chân tương đối tốt so với những họ hàng của chúng. Chúng đánh dấu lãnh thổ bởi vùng đất dày đặc của chúng và có tập tính tập trung đông đảo trên một phạm vi bãi biển, làm cho chúng trở thành đối tượng săn bắt thương mại từ lâu trong lịch sử. Tám loài thuộc chi Arctocephalus và được tìm thấy chủ yếu ở Nam bán cầu, trong khi một loài thứ chín cũng đôi khi được gọi là hải câu lông hay hải cẩu lông mao bắc Thái Bình Dương (Callorhinus ursinus), thuộc chi khác và sống ở Bắc Thái Bình Dương.
Các con hải cẩu lông chia sẻ với các động vật trong họ Otariidae khác có khả năng xoay chân sau của chúng về phía trước và di chuyển trên tất cả bốn chân. Nhưng những con hải cẩu lông thường nhỏ hơn sư tử biển. Với chiều dài dưới 1 m (3 ft 3 inch) và cân nặng 64 kg (con cái cân nặng 28 kg), hải câu lông Galápagos là con hải cẩu nhỏ nhất trong số tất cả các loài đông vật chân màng. Tuy nhiên, chân mày của chúng có khuynh hướng kéo dài hơn, da của chúng có xu hướng tối màu hơn, và các sợi râu ria của chúng nổi bật hơn. Con đực thường nặng gấp 5 lần so với con cái, làm cho chúng trở thành những con lưỡng hình di tính nhất của tất cả các nhóm động vật có vú.
Hải cẩu lông nâu hay hải cẩu Nam Phi (Arctocephalus pusillus) là loài hải cẩu có lông lớn nhất và mạnh mẽ nhất trong phân họ Arctocephalinae (hải cẩu lông mao). Những phân loài ở Nam Phi lớn hơn phân loài ở Úc, con đực ở Nam Phi dài 2,3m và nặng trung bình từ 200–300 kg, con cái nhỏ hơn con đực, trung bình dài khoảng 1,8m và nặng khoảng 120 kg trong khi đó, những con đực ở Úc dài khoảng 2-2,2m và nặng từ 190–280 kg, con cái dài 1,2-1,8m và nặng từ 36–110 kg. Xếp sau loài hải cẩu lông nâu là loài Hải cẩu lông mao bắc Thái Bình Dương (Callorhinus ursinus) với con đực có thể dài 2,1 m và nặng đến 270 kg, con cái có thể dài 1,5m và nặng khoảng 50 kg hoặc hơn. Đây là loài lớn nhất trong phân họ hải cẩu (Arctocephalinae) ở Bán Cầu Bắc.

## Tập tính
Thông thường, những hải cẩu kiếm ăn trong suốt mùa hè ở các khu tập trung lớn ở những bãi biển cụ thể hoặc những tảng đá nổi lên để sinh con. Tất cả các loài đều theo chế độ đa thê (Polygyny), có nghĩa là con đực chiếm ưu thế sinh sản với nhiều con cái trong một hậu cung của chúng. Đối với hầu hết các loài, tổng thời gian mang thai kéo dài khoảng 11,5 tháng, bao gồm cả một thời kỳ cấy ghép phôi trễ một vài tháng. Trong khi những con hải cẩu long đực ở phía bắc đã chọn lựa và bảo vệ những con cái cụ thể trong hậu cung của chúng, con đực của loài hải cẩu miền Nam có xu hướng bảo vệ lãnh thổ không gian và con cái tự do lựa chọn hoặc chuyển đổi người bạn đời theo sở thích hoặc phân cấp xã hội của mình.
Sau vài ngày liên tục nuôi con nhỏ mới sinh, con cái đi các chuyến đi tìm kiếm thức ăn kéo dài có thể kéo dài đến một tuần, trở lại bãi đẻ nuôi con của chúng cho đến khi cai sữa. Con đực nhanh nhẹn và tích cực trong mùa sinh sản, không muốn rời khỏi con cái hoặc vùng lãnh thổ. Phần còn lại của năm, hải cẩu lông dẫn dắt sự tồn tại của loài hải cẩu ở biển cả, theo đuổi con mồi của chúng ở bất cứ nơi nào nó có trữ lượng dồi dào. Hải cẩu lông cá ăn cá, mực và nhuyễn thể có kích thước vừa phải,khác với các họ hàng khải cẩu và sư tử biển của chúng thường săn những con mồi cỡ lớn hơn.
Một số loài hải cẩu phía Nam cũng có ăn những con chim biển, đặc biệt là chim cánh cụt, là một phần của chế độ ăn kiêng của chúng. Các con hải cẩu lần lượt bị săn mồi bởi những kẻ săn mồi như cá mập, cá voi sát thủ, và đôi khi bởi những con sư tử biển lớn hơn. Khi những con hải cẩu bị săn bắt vào cuối những năm 18 và đầu thế kỷ XIX, chúng đã đuổi bắt những hòn đảo xa xôi mà không có kẻ săn mồi nào có mặt. Các thợ săn báo cáo có thể xuất hiện những nhóm những con vật không cẩn thận đến cái chết này cái khác, làm cho cuộc đi săn có lợi nhuận, mặc dù giá cho mỗi da con hải câu lông là khá thấp

## Khai thác
Nhiều loài hải cẩu đã bị các thương gia đánh bắt thương mại khai thác mạnh, đặc biệt là trong thế kỷ 19 khi lông của chúng được đánh giá cao và là một mặt hàng xa xỉ. Bắt đầu từ những năm 1790, các cảng Stonington và New Haven, Connecticut, là những nhà lãnh đạo thương mại trong việc kinh doanh hải cẩu lông của Hoa Kỳ, chủ yếu bắt những con trong nhóm sống trên bãi biển chết trên những hòn đảo không có người ở Nam Thái Bình Dương, lột da chúng, và bán một cách lén lút ở Trung Quốc.
Nhiều quần thể, đặc biệt là con hải cẩu lông Guadalupe, hải cẩu lông phía bắc, và hải câu lông mày Cape, đã bị giảm mạnh và vẫn đang hồi phục. Hiện nay, hầu hết các loài này được bảo vệ và săn bắn chủ yếu chỉ hạn chế trong việc thu hoạch tự cung tự cấp. Trên toàn cầu, hầu hết các quần thể có thể được coi là khỏe mạnh, chủ yếu là vì chúng thường thích môi trường sống xa, tương đối không thể tiếp cận với con người. Tuy nhiên, suy thoái môi trường, cạnh tranh với ngành thủy sản và biến đổi khí hậu có thể đe dọa đến một số quần thể.